# 春日昭之介
春日 昭之介（かすが しょうのすけ、1953年11月17日 - ）は、大分県中津市出身の元プロ野球選手（内野手）。1975年から1978年までの登録名および本名は「春日 祥之輔」。兄は元プロ野球選手の春日一平。

## 来歴・人物
中津工業高では、1番打者、捕手として同期のエース尾西和夫とバッテリーを組む。1971年夏の甲子園県予選を勝ち抜き、中九州大会決勝に進出するが、鶴崎工業高の藤沢哲也投手にノーヒットノーランを喫し甲子園出場はならなかった。
高校卒業後は、社会人野球の鐘淵化学に入社。1974年の都市対抗野球に出場。2回戦では2番打者、中堅手として起用されるが、新日本製鐵八幡の萩野友康に抑えられ敗退。
1974年のプロ野球ドラフト会議で太平洋クラブライオンズから5位指名を受け入団する。
ベース一周13秒7の俊足だが打撃面が弱く、なかなか一軍に上がれなかった。プロ5年目の1979年に一軍初出場を果たし、二塁手として6試合に先発出場するが、やはり打率は低迷。1980年オフに自由契約となり、ロッテオリオンズに移籍した。1983年には二塁手、外野手として17試合に先発出場、打率.254を記録するが、同年限りで引退した。
引退後は、ロッテ球団の職員（渉外担当）としてヘンスリー・ミューレンスらを招へい、大阪近鉄バファローズの球団フロントを経て東北楽天ゴールデンイーグルスでは泉犬鷲の寮長などを務めていた。

## 詳細情報

### 年度別打撃成績
| 年 度     | 球 団     | 試 合 | 打 席 | 打 数 | 得 点 | 安 打 | 二 塁 打 | 三 塁 打 | 本 塁 打 | 塁 打 | 打 点 | 盗 塁 | 盗 塁 死 | 犠 打 | 犠 飛 | 四 球 | 敬 遠 | 死 球 | 三 振 | 併 殺 打 | 打 率 | 出 塁 率 | 長 打 率 | O P S |
| --------- | --------- | ----- | ----- | ----- | ----- | ----- | -------- | -------- | -------- | ----- | ----- | ----- | -------- | ----- | ----- | ----- | ----- | ----- | ----- | -------- | ----- | -------- | -------- | ----- |
| 1979      | 西武      | 21    | 26    | 23    | 5     | 3     | 0        | 0        | 0        | 3     | 0     | 2     | 0        | 2     | 0     | 0     | 0     | 1     | 3     | 0        | .130  | .167     | .130     | .297  |
| 1981      | ロッテ    | 3     | 1     | 1     | 1     | 0     | 0        | 0        | 0        | 0     | 0     | 0     | 0        | 0     | 0     | 0     | 0     | 0     | 0     | 0        | .000  | .000     | .000     | .000  |
| 1982      | ロッテ    | 12    | 12    | 10    | 1     | 1     | 0        | 0        | 0        | 1     | 1     | 0     | 1        | 1     | 0     | 1     | 0     | 0     | 0     | 0        | .100  | .182     | .100     | .282  |
| 1983      | ロッテ    | 40    | 70    | 59    | 17    | 15    | 2        | 0        | 1        | 20    | 5     | 0     | 0        | 4     | 0     | 6     | 0     | 1     | 10    | 0        | .254  | .333     | .339     | .672  |
| 通算：4年 | 通算：4年 | 76    | 109   | 93    | 24    | 19    | 2        | 0        | 1        | 24    | 6     | 2     | 1        | 7     | 0     | 7     | 0     | 2     | 13    | 0        | .204  | .275     | .258     | .533  |

### 記録
- 初出場：1979年8月22日、対近鉄バファローズ後期6回戦（日本生命球場）、7回裏にジム・タイロンに代わり右翼手で出場
- 初打席：同上、9回表に山口哲治の前に凡退
- 初先発出場：1979年8月29日、対ロッテオリオンズ後期7回戦（西武ライオンズ球場）、1番・二塁手で先発出場
- 初安打：同上、奥江英幸から単打
- 初本塁打：1983年5月28日、対阪急ブレーブス9回戦（阪急西宮球場）、5回表に永本裕章から3ラン

### 背番号
- 40 （1975年 - 1980年）
- 42 （1981年 - 1983年）

### 登録名
- 春日 祥之輔（かすが しょうのすけ、1975年 - 1978年）
- 春日 昭之介（かすが しょうのすけ、1979年 - 1983年）